# Stacy Sanches
Stacy Sanches, född 4 september 1973 i Dallas, Texas, är en amerikansk fotomodell och skådespelerska.
Stacy Sanches valdes till herrtidningen Playboys Playmate of the Month för mars 1995 och till Playmate of the Year för 1996.